# Groupe Vendôme A
Le groupe « Vendôme A », également connu sous le nom de groupe  « A » ou de groupe « Collin », est un rassemblement de résistants vendômois, crée en 1941 par Alphonse Collin alors maire de Vendôme. Né en zone occupée sous occupation allemande durant la Seconde Guerre mondiale, ce groupe est une antenne du réseau Cincinnatus de Roger Souchère.

## Histoire

### Création et leadership
Les premières allocutions pour la création d'une équipe eurent lieu lors d'une entrevue entre Louis Gaspard et Robert Girond, le lendemain du déclenchement de l'opération Barbarossa lors de laquelle l'armée allemande envahit l'URSS le 22 juin 1941. Durant cette soirée, Louis Gaspard déclara « c'est dans la poche, il faut que nous fassions quelque chose ». Quelques semaines plus tard un noyau de patriotes vit le jour, il fut affilié au réseau Cincinnatus de Roger Souchère dès 1941.
Au cours des années qui suivirent les autorités allemandes de l'arrondissement eurent des suspicions quant aux activités anti-nationales d'Alphonse Collin, il fut arrêté puis relâché faute de preuves. Fin 1943, la pression se fait sentir autour du maire de la ville, le 10 janvier 1944 un arrêté est publié et déclare « démissionnaire d'office » Alphonse Collin qui s'enfuit. Louis Gaspard reprend alors la direction de la section,.

### L'affaire des aviateurs américains
Le 5 février 1944, un bombardier de type B-24 Liberator s'écrase au lieu-dit Petit-neuf-manoir, sur la commune de Danzé près de Vendôme. Les huit aviateurs ont réussi à sauter en parachute et ont été répartis sur les secteurs de Rahart et Pezou, avant d'être hébergés dans plusieurs familles vendômoises faisant partie de la Résistance, dont celles de Louis Gaspard et Robert Germond. Tous attendaient avec impatience les renseignements d'un des contacts de Cordier, afin de connaître le lieu et la date de l'envol pour l'Angleterre des aviateurs. Mais Cordier, inspecteur de police, est dénoncé et le réseau tombe le 20 février 1944 lors d'une importante rafle sur Vendôme : c'est la tristement célèbre « affaire des aviateurs américains »,,.
À la suite de cette vague d'arrestations, un grand nombre de résistants et d'hébergeurs sont morts en déportation. C'est le cas de Marie-Louise Gaspard, nommée « sous-lieutenant à titre posthume » des Forces françaises combattantes. Déportée au camp de Ravensbrück, elle y décède en décembre 1944. Yvonne Chollet et Lucienne Proux, deux autres Vendômoises, y décèdent également.

## Membres
- Alphonse Collin, maire de Vendôme de février 1941 à janvier 1944.
- Louis Gaspard, banquier.
- Paul Dujardin, chef de la voirie municipale.
- Paul Galin, commerçant.
- Edouard Massé, miroitier.
- Etienne Virou, miroitier.
- Robert Girond, instituteur.
- Robert Germond, dentiste.
- Jeanne Collin, épouse de Alphonse Collin.
- Cordier, inspecteur de police.
- Marie-Louise Gaspard, née Delbert, employée PTT et épouse de Louis Gaspard.
- Léontine Piou, employée PTT.
- René Desvaux, épicier, déporté à Mauthausen et gazé le 27 septembre 1944[7] (matricule 27108) ; lieu de départ Compiègne le 16 avril 1943, selon l'opération Meerschaum. Affecté aux camps Kommandos de Loibl-Pass, Wiener Neudorf et au camp central de Mauthausen. transféré à Hartheim et assassiné par gaz. Décoré à titre posthume de diverses médailles

## Hommages
- Le groupe scolaire Robert Girond de Saint-Ouen rend ainsi hommage à l'instituteur résistant qu'il était.
- Une plaque à la mémoire de Marie-Louise Gaspard, employée PTT et morte en déportation, a été placée dans l'entrée de l'actuel Poste rue du Change.
- Une impasse conduisant au Loir a été renommée au nom de Marie-Louise Gaspard.